# Uranotaenia brumpti
Uranotaenia brumpti är en tvåvingeart som beskrevs av Doucet 1951. Uranotaenia brumpti ingår i släktet Uranotaenia och familjen stickmyggor.
Artens utbredningsområde är Madagaskar. Inga underarter finns listade i Catalogue of Life.